# Nur, Mazandaran
Nur (persiska: نور), tidigare Suldeh (سولده), är en stad i norra Iran. Folkmängden uppgår till cirka 30 000 invånare. Staden ligger vid Kaspiska havets kust, och är en av de äldsta städerna i Mazandaran. Den är administrativ huvudort i delprovinsen (shahrestan) Nur.